# Dubai Tennis Championships 2016
Il Dubai Tennis Championships 2016, conosciuto anche come Dubai Duty Free Tennis Championships 2016 per motivi pubblicitari, è un torneo di tennis giocato sul cemento, facente parte della categoria ATP World Tour 500 series nell'ambito dell'ATP World Tour 2016 e della categoria WTA Premier nell'ambito del WTA Tour 2016. Sia il torneo maschile che femminile si sono disputati al The Aviation Club Tennis Centre di Dubai negli Emirati Arabi Uniti. Il torneo femminile si gioca dal 15 al 20 febbraio, quello maschile dal 22 al 27 febbraio 2016.

## Partecipanti ATP

### Teste di serie
| Nazionalità | Giocatore             | Ranking* | Testa di serie |
| ----------- | --------------------- | -------- | -------------- |
| Serbia      | Novak Đoković         | 1        | 1              |
| Svizzera    | Stan Wawrinka         | 4        | 2              |
| Rep. Ceca   | Tomáš Berdych         | 8        | 3              |
| Spagna      | Roberto Bautista Agut | 18       | 4              |
| Serbia      | Viktor Troicki        | 21       | 5              |
| Spagna      | Feliciano López       | 25       | 6              |
| Slovacchia  | Martin Kližan         | 27       | 7              |
| Germania    | Philipp Kohlschreiber | 29       | 8              |

* Le teste di serie sono basate sul ranking al 15 febbraio 2016.

### Altri partecipanti
I seguenti giocatori hanno ricevuto una wild-card per il tabellone principale:
- Yuki Bhambri
- Marsel İlhan
- Malek Jaziri

I seguenti giocatori sono entrati nel tabellone principale passando dalle qualificazioni:

- Thomas Fabbiano
- Lucas Pouille
- Franko Škugor
- Michail Južnyj

## Partecipanti WTA

### Teste di serie
| Nazionalità | Giocatrice           | Ranking* | Testa di serie |
| ----------- | -------------------- | -------- | -------------- |
| Romania     | Simona Halep         | 3        | 1              |
| Spagna      | Garbiñe Muguruza     | 5        | 2              |
| Spagna      | Carla Suárez Navarro | 8        | 3              |
| Rep. Ceca   | Petra Kvitová        | 9        | 4              |
| Svizzera    | Belinda Bencic       | 11       | 5              |
| Rep. Ceca   | Karolína Plíšková    | 13       | 6              |
| Italia      | Roberta Vinci        | 16       | 7              |
| Russia      | Svetlana Kuznecova   | 17       | 8              |

- Ranking dell'8 febbraio 2016.

### Altre partecipanti
Le seguenti giocatrici hanno ricevuto una wild-card per il tabellone principale:
- Julia Görges
- Simona Halep
- Petra Kvitová
- Karolína Plíšková

Le seguenti giocatrici sono entrate nel tabellone principale passando dalle qualificazioni:

- Jana Čepelová
- Cvetana Pironkova
- Jaroslava Švedova
- Zheng Saisai

## Campioni

### Singolare maschile
Stan Wawrinka ha sconfitto in finale  Marcos Baghdatis con il punteggio di 6–4, 7–6(13).
- È il tredicesimo titolo in carriera per Wawrinka, secondo della stagione.

### Singolare femminile
Sara Errani ha sconfitto in finale  Barbora Strýcová con il punteggio di 6-0, 6-2.
- È il nono titolo in carriera per la Errani, primo della stagione e primo Premier della carriera.

### Doppio maschile
Simone Bolelli /  Andreas Seppi hanno sconfitto in finale  Feliciano López /  Marc López con il punteggio di 6–2, 3–6, [14–12].

### Doppio femminile
Chuang Chia-jung /  Darija Jurak hanno sconfitto in finale  Caroline Garcia /  Kristina Mladenovic con il punteggio di 6–4, 6–4.